# Agnese di Waiblingen
Agnese di Waiblingen (1072 – Klosterneuburg, 24 settembre 1143), fu duchessa consorte di Svevia e margravina consorte d'Austria.
Era la seconda figlia dell'imperatore Enrico IV e di Berta di Savoia. Era sorella dell'imperatore Enrico V.
Attraverso Agnese si fondò il rapporto fra gli Staufen ed i Babenberg.
Deceduta alla veneranda età (per quei tempi) di quasi 71 anni, fu sepolta con il secondo marito Leopoldo III nel monastero agostiniano di Klosterneuburg.

## Biografia

### Matrimonio con Federico I
All'età di sette anni, il 24 marzo 1079 fu fidanzata al duca Federico I di Svevia; il matrimonio ebbe luogo sette anni dopo e ne nacquero undici figli:
- Heilika († dopo il 1110), andata sposa a Federico III di Lengenfeld († 3 aprile 1119);
- Bertrada (Bertha) (verso il 1088/89 –  tra il 1120 e il 1142), andata sposa ad Adalberto di Ravenstein, conte di Elchingen ed Irrenberg;
- Federico II il Guercio (1090 – 6 aprile 1147) duca di Svevia dal 1105 al 1147, che sposò in prime nozze Giuditta di Baviera, figlia di Enrico IX di Baviera ed in seconde nozze, tra il 1132 ed il 1133 Agnese di Saarbrücken, figlia del conte Federico di Saarbrücken;
- Ildegarda
- Corrado III (1093 – 15 febbraio 1152) duca di Franconia dal 1116 al 1120, re di Germania dal 1138 al 1152
- Gisela
- Enrico († prima del 1102)
- Beatrice, fondatrice nel 1146 del convento di Michaelstein;
- Cunegonda
- Sofia
- Fides (Gertrude), (prima del 1105 - 1182 o 1191), andata sposa a Hermann von Stahleck († 2 ottobre 1156 a Ebrach), fondatrice nel 1157 del convento di San Teodoro a Bamberga e divenuta suora ella stessa.

### Matrimonio con Leopoldo III
Un anno dopo la morte di Federico, avvenuta nel 1105, sposò Leopoldo III di Babenberg (1073 – 1136), al quale diede:
- Berta (1107 - 11 aprile 1150), andata sposa al conte Enrico III di Ratisbona;
- Leopoldo IV (1108 circa – 18 ottobre 1141), margravio d'Austria dal 1136 e duca di Baviera dal 1139 sino alla sua morte;
- Ottone (15 dicembre 1109 - 28 settembre 1158), monaco cistercense e poi vescovo di Frisinga;
- Agnese (1111 - 25 gennaio 1157), andata sposa a  Ladislao II, principe di Polonia e duca di Slesia (1105 – 1159);
- Ernesto (1113 - 23 gennaio 1137);
- Enrico Jasomirgott (2 aprile 1114 – 13 gennaio 1177), Conte palatino del Reno dal 1140 al 1141, margravio d'Austria dal 1141 al 1156 e, come Enrico XI, duca di Baviera dal 1141 al 1156 e duca d'Austria dal 1156 al 1177;
- Giuditta (1115 – 1169), andata sposa a Guglielmo V, marchese del Monferrato (1100 – 1191);
- Corrado (1117 – 28 settembre 1168), vescovo di Passavia dal 1148 al 1164, arcivescovo di Salisburgo dal 1164 al 1168;
- Geltrude (1120 circa - 5 agosto 1151), andata sposa a Vladislao II, re di Boemia (circa 1110 – 1174);
- Elisabetta (1122 - 20 maggio 1143), andata sposa ad Ermanno II di Winzenburg († 1152).

## Ascendenza
|                        |                      |                          | Genitori                       |  |  | Nonni |  |  | Bisnonni             |  |  | Trisnonni       |  |
|                        |                      |                          |                                |  |  |       |  |  | Corrado II il Salico |  |  | Enrico di Spira |  |
|                        |                      |                          |                                |  |  |       |  |  | Corrado II il Salico |  |  | Enrico di Spira |  |
|                        |                      | Adelaide d'Alsazia       |                                |  |  |       |  |  | Corrado II il Salico |  |  |                 |  |
| Enrico III il Nero     |                      |                          |                                |  |  |       |  |  | Corrado II il Salico |  |  |                 |  |
|                        |                      | Gisella di Svevia        | Ermanno II di Svevia           |  |  |       |  |  |                      |  |  |                 |  |
|                        |                      | Gisella di Svevia        | Ermanno II di Svevia           |  |  |       |  |  |                      |  |  |                 |  |
|                        |                      | Gisella di Svevia        | Gerberga di Borgogna           |  |  |       |  |  |                      |  |  |                 |  |
| Enrico IV di Franconia |                      | Gisella di Svevia        |                                |  |  |       |  |  |                      |  |  |                 |  |
|                        |                      | Guglielmo V di Aquitania | Guglielmo IV di Aquitania      |  |  |       |  |  |                      |  |  |                 |  |
|                        |                      | Guglielmo V di Aquitania | Guglielmo IV di Aquitania      |  |  |       |  |  |                      |  |  |                 |  |
|                        |                      | Guglielmo V di Aquitania | Emma di Blois                  |  |  |       |  |  |                      |  |  |                 |  |
| Agnese di Poitou       |                      | Guglielmo V di Aquitania |                                |  |  |       |  |  |                      |  |  |                 |  |
|                        |                      | Agnese di Borgogna       | Ottone I Guglielmo di Borgogna |  |  |       |  |  |                      |  |  |                 |  |
|                        |                      | Agnese di Borgogna       | Ottone I Guglielmo di Borgogna |  |  |       |  |  |                      |  |  |                 |  |
|                        |                      | Agnese di Borgogna       | Ermentrude di Reims            |  |  |       |  |  |                      |  |  |                 |  |
| Agnese di Waiblingen   |                      | Agnese di Borgogna       |                                |  |  |       |  |  |                      |  |  |                 |  |
|                        | Umberto I Biancamano | Beroldo di Sassonia      |                                |  |  |       |  |  |                      |  |  |                 |  |
|                        | Umberto I Biancamano | Beroldo di Sassonia      |                                |  |  |       |  |  |                      |  |  |                 |  |
|                        | Umberto I Biancamano | Caterina di Baviera      |                                |  |  |       |  |  |                      |  |  |                 |  |
| Oddone di Savoia       | Umberto I Biancamano |                          |                                |  |  |       |  |  |                      |  |  |                 |  |
|                        |                      | Ancilla d'Aosta          | …                              |  |  |       |  |  |                      |  |  |                 |  |
|                        |                      | Ancilla d'Aosta          | …                              |  |  |       |  |  |                      |  |  |                 |  |
|                        |                      | Ancilla d'Aosta          | …                              |  |  |       |  |  |                      |  |  |                 |  |
| Berta di Savoia        |                      | Ancilla d'Aosta          |                                |  |  |       |  |  |                      |  |  |                 |  |
|                        |                      | Olderico Manfredi II     | Olderico Manfredi I            |  |  |       |  |  |                      |  |  |                 |  |
|                        |                      | Olderico Manfredi II     | Olderico Manfredi I            |  |  |       |  |  |                      |  |  |                 |  |
|                        |                      | Olderico Manfredi II     | Prangarda di Canossa           |  |  |       |  |  |                      |  |  |                 |  |
| Adelaide di Susa       |                      | Olderico Manfredi II     |                                |  |  |       |  |  |                      |  |  |                 |  |
|                        |                      | Berta di Milano          | Oberto II                      |  |  |       |  |  |                      |  |  |                 |  |
|                        |                      | Berta di Milano          | Oberto II                      |  |  |       |  |  |                      |  |  |                 |  |
|                        |                      | Berta di Milano          | Railinda di Como               |  |  |       |  |  |                      |  |  |                 |  |
|                        |                      | Berta di Milano          |                                |  |  |       |  |  |                      |  |  |                 |  |